# 세네갈 레슬링

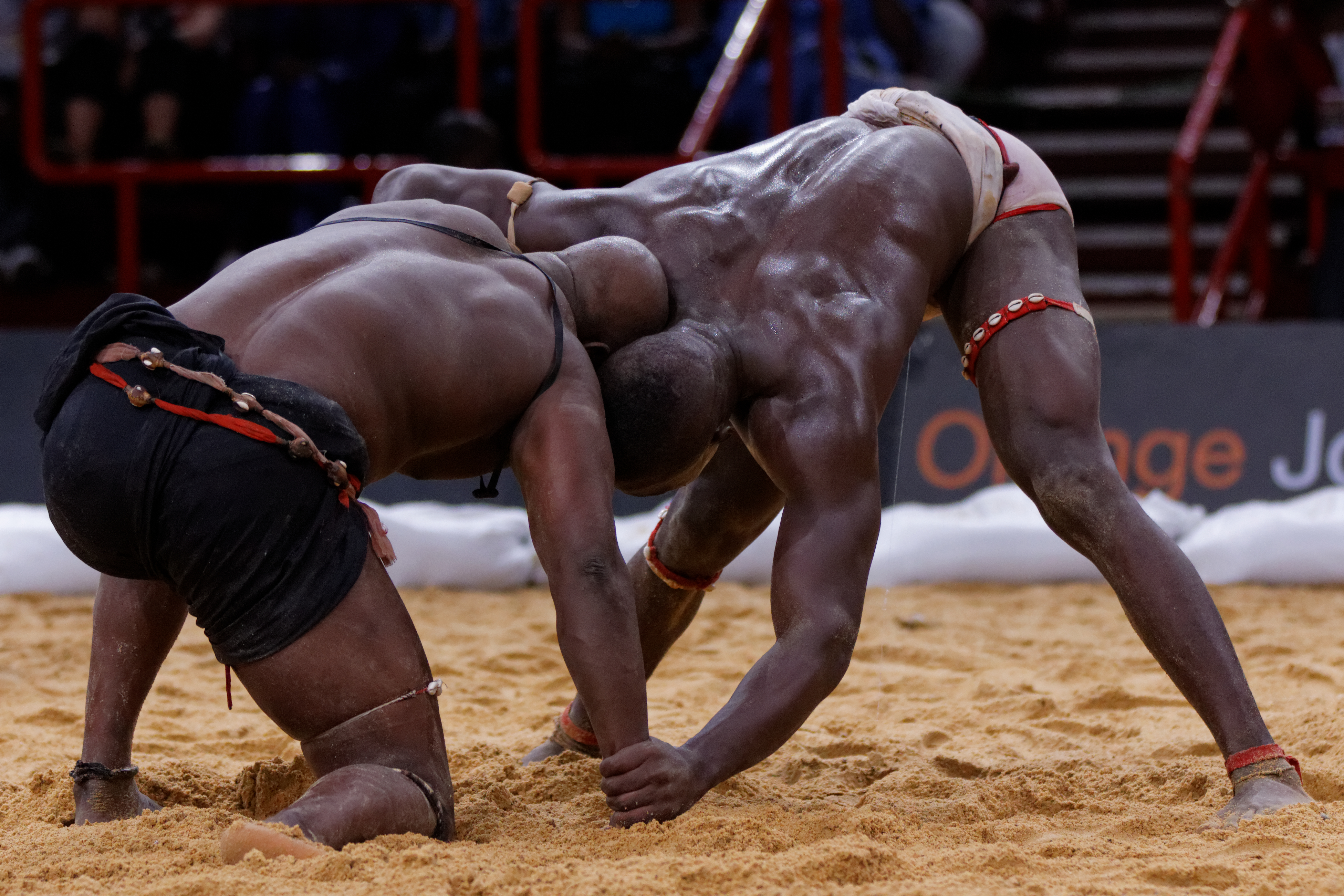
세네갈 레슬링

세네갈 레슬링(세레르어: njom 은둄, 월로프어: làmb 람브, 밤바라어: siɲɛta 시녜타, 프랑스어: lutte sénégalaise 뤼트 세네갈레즈[*])은 세네갈의 전통 격투기이다. 세레르족의 전통적 운동으로, 현재 세네갈의 국기이며 감비아를 비롯한 주변 서아프리카 국가에서도 흔히 즐긴다.